# US-Intervention in Chile
Bei der US-Intervention in Chile führte der US-amerikanische Auslandsgeheimdienst CIA ab 1963 in Chile eine Reihe verdeckter Operationen durch mit dem Ziel, die Wahl des Sozialisten Salvador Allende zum Staatspräsidenten zu verhindern. Nachdem diese Aktionen erfolglos geblieben waren, gingen die USA zu massiven Geheimdienstoperationen über mit dem Ziel, die linke Regierung in Chile zu destabilisieren und die Voraussetzungen für den Militärputsch am 11. September 1973 zu schaffen.

## Erste Aktivitäten
Die ersten Operationen der CIA in Chile bestanden im Wesentlichen aus einem umfangreichen Propagandakrieg gegen die chilenischen Linksparteien. US-Steuergelder wurden dazu aufgewendet, proamerikanische chilenische Medienunternehmen zu finanzieren und neu zu gründen. Die CIA sorgte für die Platzierung von vielen in ihrem Sinne verfassten Artikeln in Zeitungen und versuchte, verschiedene chilenische Verbände zu beeinflussen und für ihre Zwecke zu instrumentalisieren, darunter Studenten- und Frauenorganisationen. Um Konflikte zwischen den verschiedenen linken Parteien und Organisationen zu schüren, wurden gezielt Falschmeldungen lanciert.

## Project FUBELT
Nach der Wahl Richard Nixons zum US-Präsidenten wurden die Geheimdienstoperationen in ganz Lateinamerika ausgeweitet. In Chile war die amerikanische Reaktion auf die Wahl Allendes zum Staatspräsidenten eine neue verdeckte Operation mit dem Codenamen Project FUBELT. Diese sollte die chilenische Volkswirtschaft destabilisieren, die Regierung diplomatisch isolieren und so die Voraussetzungen für einen Militärputsch gegen Allende schaffen. Die Operation, die bereits vor Allendes Amtseinführung begann und von CIA-Chef Richard Helms geleitet wurde, wurde auch als Track II bezeichnet. Helms zufolge verlangte Nixon von seinen Beratern die Vorbereitung von Plänen zu dem Zweck, eine chilenische Wirtschaftskrise zu verursachen (wörtlich englisch „to make the Chilean economy scream“). Vorangegangen waren Versuche der USA, die linke Unidad-Popular-Regierung durch politische Intervention zu verhindern (Track I). Dazu zählte u. a. massiver Druck des US-Botschafters auf die Christdemokratische Partei, Allende bei der Wahl im Nationalkongress ihre Stimmen zu verweigern. Allende wurde jedoch trotzdem mit den Stimmen der Christdemokraten zum Präsidenten gewählt.
Kurz zuvor wurde der verfassungstreue Generalstabschef René Schneider von einer Verschwörergruppe – angeführt von einem rechtsextremen chilenischen Offizier – bei einem Entführungsversuch getötet. Die Attentäter waren von der CIA mit Maschinengewehren und Tränengasgranaten ausgestattet worden. Parallel liefen auch die Propaganda-Aktionen weiter: Einen Schwerpunkt bildete die finanzielle Unterstützung der bürgerlich-konservativen Zeitung El Mercurio. In einem Memorandum des US-Geheimdienstes hieß es später, dass chilenische Zeitungen, die von der CIA finanziell unterstützt wurden, eine wichtige Rolle dabei gespielt hätten, die Voraussetzungen für den Militärputsch zu schaffen. Bis 1973 hatte die CIA allein für ihre Aktivitäten in Chile über 13 Millionen US-Dollar aufgewendet.

## Unterstützung der Militärdiktatur
Nach der Machtergreifung der rechtsgerichteten Militärjunta unter General Augusto Pinochet kam es in Chile zur systematischen Verfolgung und Ermordung von Oppositionellen durch die neu gegründete Geheimpolizei DINA. Wie die CIA in einem im September 2000 veröffentlichten Bericht selber einräumt, hat sie damals über viele Jahre enge Kontakte zum Pinochet-Regime und zur DINA unterhalten. Laut einem internen CIA-Untersuchungsbericht hielt die Behörde von 1974 bis 1977 auch enge Kontakte zum Chef der DINA, Manuel Contreras. Die CIA bestätigte auch, zu mindestens einem Zeitpunkt Zahlungen an Contreras geleistet zu haben, die Summe wurde nicht veröffentlicht.
Die Frage, in welchem Umfang die CIA an der von Contreras initiierten und geleiteten Operation Condor in den 1970er und 1980er Jahren beteiligt war, ist umstritten. Dabei handelte es sich um eine koordinierte Operation der Geheimdienste von sechs diktatorisch regierten südamerikanischen Staaten (einschließlich Chile) mit dem Ziel, politische Gegner weltweit zu verfolgen und zu ermorden. Mehrere Historiker haben der US-Regierung und der CIA in diesem Zusammenhang vorgeworfen, ihre evidente Unterstützung von politisch rechtsgerichteten Militärdiktaturen in Lateinamerika bis zur Mithilfe bei der Verfolgung von Oppositionellen getrieben zu haben. Frederick H. Gareau, der als Professor für Politikwissenschaft u. a. an der Florida State University lehrte, spricht in diesem Zusammenhang von „Staatsterrorismus“.
Weniger als einen Monat nach dem Militärputsch gewährte die Nixon-Regierung Pinochet ein Darlehen von 24 Millionen US-Dollar für den Kauf von US-Weizen, was dem Achtfachen der gesamten Rohstoffkredite an Chile während der drei Allende-Jahre entsprach. Im darauffolgenden Jahr erhielt Chile, das 3 Prozent der Bevölkerung Lateinamerikas ausmachte, 48 Prozent der „Food for Peace“-Lieferungen der Region.

## Aufarbeitung
Das Ausmaß der US-amerikanischen Verstrickungen in den Putsch in Chile 1973 kam erstmals während der Untersuchungen eines Sonderausschusses des US-Senats 1975/76 ans Licht. Der Ausschuss wird oft als Church Committee bezeichnet, nach seinem Vorsitzenden, dem demokratischen Senator Frank Church aus Idaho.
Im Februar 1999 ordnete der damalige US-Präsident Bill Clinton die Veröffentlichung von Unterlagen an, die mit den CIA-Operationen in Chile in Zusammenhang stehen. Viele aufschlussreiche Dokumente wie CIA-Lageberichte, Memoranden und Telegramme zwischen US-Behörden konnten nun erstmals von Historikern gesichtet werden und wurden auch einer breiten Öffentlichkeit zugänglich.
Demnach unterrichtete die CIA den Bundesnachrichtendienst in Deutschland bereits einige Tage vor dem Umsturz vom geplanten Putsch. Der Bundesnachrichtendienst soll unterlassen haben, den damaligen Bundeskanzler Willy Brandt davon zu unterrichten. Über Alfred Spuhler, einen Stasi-Spion im BND, gelangte die Information in die sozialistische DDR. Eine Warnung an Allende aus Ost-Berlin kam jedoch zu spät.
Im Jahr 2001 sorgte nochmals ein Buch des US-Journalisten Christopher Hitchens für Aufsehen, in welchem dieser schwere Vorwürfe gegen Henry Kissinger erhob („Die Akte Kissinger“).